# Târlișua
Târlișua – wieś w Rumunii, w okręgu Bistrița-Năsăud, w gminie Târlișua. W 2011 roku liczyła 818 mieszkańców.